# Glenn L. Martin Company
«Ма́ртин» (англ. Glenn L. Martin Co.) — американская авиационно-космическая компания, основанная Гленном Л. Мартином в начале XX века. 
Компания «Мартин» произвела много известных самолётов для ВВС США и их союзников, особенно во время Второй мировой войны и холодной войны. 
В 1950-х и 1960-х годах компания «Мартин» перешла от производства самолётов к ракетно-космическим, космическим исследованиям и использованию космического пространства.

## История
В 1913 году мексиканские повстанцы из северо-западного штата Сонора приобрели в Лос-Анджелесе один биплан Мартина Пушера, чтобы атаковать правительственные военно-морские силы, атакующие порт Гуаймас. Самолёт был отправлен 5 мая 1913 года в пяти ящиках в Тусон, штат Аризона, через Wells Fargo Express, а затем через границу в город Нако, Сонора. Самолёт, названный повстанцами «Сонора», был вновь собран там и снабжён вторым местом лётчика-бомбардира.
В 1924 году компания «Мартин» купила фирму Curtiss для производства её разведывательного бомбардировщика, SC-1,  которых в конечном итоге Martin произвёл в количестве 404 ед. 
В 1929 году Мартин продал завод в Кливленде и построил новый в Мидл-Ривер, штат Мэриленд, к северо-востоку от Балтимора.
В основном компания специализировалась на производстве военных самолётов, в частности бомбардировщиков, однако с 1932 года выпускала также и успешный пассажирский самолёт M-130. В годы Второй мировой войны компанией были выпущены тысячи единиц техники, включая самолёты A-30 Baltimore, бомбардировщик B-26 и B-29, летающий корабль PBM Mariner, и грузовой самолёт-амфибию Mars. После окончания войны компания сделала неудачную попытку выйти на рынок гражданской авиации, которая стоила ей нескольких лет крупных убытков. В конце 1950-х годов Martin Company начала производство ракет, которые вскоре стали её основной продукцией, последний самолёт был выпущен в декабре 1960 года.
В 1961 году произошло слияние с компанией «Мариэтта», образована Мартин Мариэтта.

## Ракетостроение
Разработала ракеты «Титан» для космических полётов (1960-х и 1970-х годах ракеты «Титан» использовались для пилотируемых полётов).